# Helységnévtár
A helységnévtár egy ország helységeinek nevét és azok legfontosabb adatai tartalmazó gyűjtemény. A helységnévtár elsősorban a települések, földek, vagyontárgyak, általában adóköteles birtokok összeírása és/vagy népszámlálás (census) révén keletkezik, de a modern statisztikai rendszerekben előállhat más, származtatott módon is.
A helységnévtárak alapvetően egy adott időpontra vonatkozó állapotot rögzítenek, bár történeti adatokat is tartalmazhatnak, és a vizsgált területi egység (legtöbbször ország) összes települését felölelik. A helytörténetírásban betöltött szerepük mellett elsődlegesen a statisztikai, közigazgatási napi feladatmegoldás számára készült kézikönyvként születtek. Maga a helységnévtár elnevezés is a szervezett statisztikai szolgálat kialakulásakor került előtérbe. 

## Helységnévtárak és hasonló kiadványok 1873 előttről
Helységnévtárként is használhatóak a 18. és 19. század országleírásai (Magda Pál, Vályi András, Fényes Elek). Ezek közül a legnépszerűbb Fényes Elek 1851-ben kiadott műve, Magyarország geográfiai szótára, amelyben minden város, falu és puszta, betűrendben körülményesen leiratik.
Magyarország első hivatalos összeírásai, melyek teljeskörűségre törekedtek, az 1873 előtti évszázadban születtek. Általában valamilyen speciális céllal készültek, ezért adatközlésük korlátozott.
- Magyarország helységeinek 1773-ban készült hivatalos összeírása. Budapest, 1920. 335 oldal
- Lipszky János: Repertorium locorum… Pest, 1808. 766 oldal
- Dóczy József: Magyarország tökéletes mutatókönyve. 1830. 207 oldal
- Magyarország, Erdély, Horvát-Tótország, Temesi bánság, szerb vajdaság helynévtára. Pest, 1854. 144 oldal

## Magyarország hivatalos helységnévtárai
Magyarország hivatalos helységnévtárait a Központi Statisztikai Hivatal, illetve jogelődei készíttetik el 1873 óta. Az első száz évben általában tízévenként kétszer, a népszámlálás előtt és után néhány évvel adtak ki hivatalos helységnévtárat, azóta viszont csak a népszámlálások után.
A hivatalos helységnévtár címe a kiadások során többször változott, részben a tárgyalt terület, részben az államforma változásai miatt. A közzétett adatok tartalma is változatos volt, de valamennyi kiadás gerincét az ország településeinek részletes bemutatása képezte, ezen belül elsősorban a közigazgatási beosztás, a népesség, a posta, a közlekedés adatainak kimutatásával.
1873 és 2003 között 26 kiadás jelent meg:
- 1873
- 1877
- 1882
- 1888
- 1892
- 1895
- 1898
- 1900
- 1902
- 1907
- 1913
- 1922
- 1926
- 1933
- 1937
- 1941
- 1944
- 1951
- 1952
- 1956
- 1962
- 1967
- 1973
- 1985
- 1995
- 2003

Az 1951-es hivatalos helységnévtár több vonatkozásban is lényegi változást hozott. A formai átalakuláson túl a kötet korszerű településtudományi megközelítésben készült, s a települések fejlettségét jellemző főbb mutatók megjelenítésére törekedett, ugyanakkor a korra jellemző, hogy mindössze 1000 (!) egyedileg sorszámozott példány készült belőle, „Bizalmas” megjelöléssel. 1990-ben jelent meg az első, majd egy év kihagyással évenkénti megjelenéssel folyamatossá vált A Magyar Köztársaság helységkönyve címmel kiadott kézikönyv. 1997-től az Országos Statisztikai Adatgyűjtési Programban (OSAP) kötelező adatgyűjtésként szerepel az az évente egyszer kiküldött kérdőív (1728-as nyilvántartási szám alatt), amely minden településről egységesen gyűjt információkat. 1999-től online módon is elérhetővé váltak a településenkénti helységnévtári adatok.

## Történeti helységnévtárak
A helységnévtárak sajátos típusa foglalkozik a települések elnevezéseinek és esetleg egyéb adatainak történeti változásaival. Ezek a művek fontosak a különböző hosszabb távú adatok pontos értelmezéséhez és helyes feldolgozásához.
A két legátfogóbb történeti helységnévtár a Kárpát-medencéről:
- Lelkes György: Magyar helységnév-azonosító szótár[2]
- Hajdú-Moharos József: Magyar településtár[3]

## Etimológiai szótárak
Szintén sajátos helységnévtár-típus a földrajzi etimológiai szótár, melynek célja a földrajzi nevek kialakulásának és történetének bemutatása.
A helynévadás módozataival a névtudomány, eredetük kutatásával az etimológia foglalkozik.
A magyar földrajzi nevek etimológiájának összefoglaló munkája a Kiss Lajos szerkesztette Földrajzi nevek etimológiai szótára.

## Külső hivatkozások
- ksh.hu/helysegnevtar Magyarország helységnévtára (évente frissül)
- A korábbi hivatalos kiadások, közülük több digitalizálva olvasható

- Szabó M. Attila: Erdélyi helységnévtár
- Vajdasági helységnévtár
- A Központi Statisztikai Hivatal ismertetői Archiválva 2004. december 5-i dátummal a Wayback Machine-ben
- A Kárpát-medence humángeográfiai tézaurusza, 1723–1983
- Sebők László: Határon túli magyar helységnévszótár
- Bencsik Péter: Helységnévváltozások Köztes-Európában (1763–1995)